# Khusro II

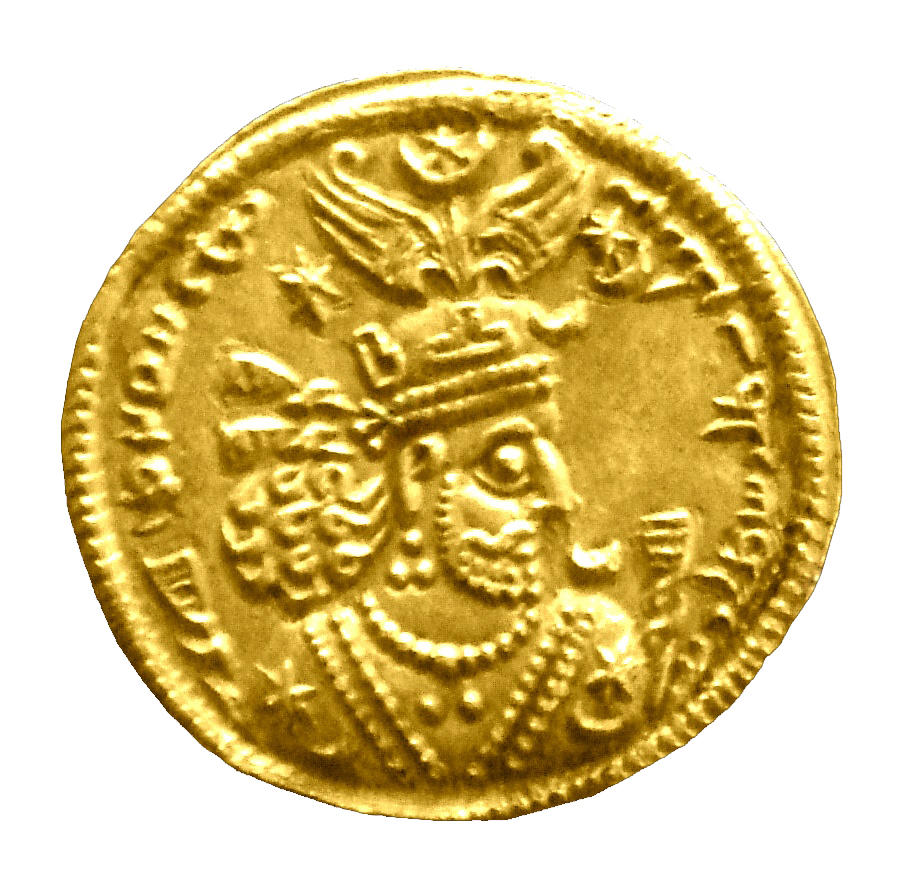
Gouden dinar van Khusro II

Khusro II, ook wel Chosro of Chosroes genoemd (5??-28? februari 628) was de tweeëntwintigste Sassanidische grootkoning van Perzië, een zoon van koning Hormizd IV. Hij regeerde van 590-628.

## Troonsbestijging
In 571, onder de regering van Khusro I, had keizer Justinus II een eind gemaakt aan een lange periode van vrede tussen het Byzantijnse Rijk en het Perzische Rijk. Sindsdien was er oorlog tussen beide grootmachten, die geen van beide erin slaagden de overhand te krijgen. De succesvolle generaal Bahram Chobin kwam in opstand tegen sjah Hormazd IV. Deze werd bij een paleisrevolutie vermoord vóór Bahram Chobin hem kon aanvallen, en Hormizds zoon Khusro II werd door de samenzweerders op de troon gezet. De jeugdige koning was niet opgewassen tegen Bahram Chobin, die aspiraties voor het koningschap bleek te koesteren. Khusro vluchtte naar Byzantium, ofschoon Perzië er officieel mee in oorlog was. Bahram veroverde Ctesiphon en liet zich op 9 maart 590 tot koning kronen onder de naam Bahram VI. Hij slaagde er echter niet in om de Byzantijnse keizer Mauricius (582-602) over te halen Khusro uit te leveren. Integendeel, met een groot Byzantijns leger deed Khusro een inval in het Perzische rijk, en de usurpator Bahram VI werd in de zomer van 591 verslagen. Khusro kwam weer op de troon en wist zich krachtdadig te handhaven. Keizer Mauricius werd beloond met de provincies Armenië en Lazica, en met de kwijtschelding van het tribuut dat sinds de tijd van Khusro I moest worden betaald.

## Oorlog met het Byzantijnse Rijk
Tot aan het einde van Mauricius’ regering heerste er vrede tussen beide rijken. Nadat zijn opvolger Phocas (602-610) zich met veel geweld van de macht meester had gemaakt viel Khusro II het Byzantijnse rijk binnen, officieel om zijn vermoorde vriend Mauricius te wreken, maar eigenlijk was het de grootkoning der Perzen erom te doen zich zo veel mogelijk Byzantijns gebied toe te eigenen. Het Byzantijnse Rijk had te veel last van binnenlandse strijd om zich goed teweer te stellen. In 614 werd Jeruzalem veroverd (waarbij het Heilige Kruis door de Perzen werd weggevoerd, een ernstige vernedering van het christendom) en in 618 viel ook Egypte ten offer aan de Perzen. Egypte en Syrië werden in 620 officieel Perzische provincies. In de twintiger jaren van de zevende eeuw bood keizer Herakleios met grote krachtsinspanningen meer weerstand, en bovendien werd het Perzische rijk ook in het noorden aangevallen door Turkse legers.
Pas op 12 december 627 keerde het tij met de slag bij Ninive, toen keizer Herakleios tijdens een gedurfde veldtocht diep in Perzisch gebied, tot voorbij de Tigris was doorgedrongen. Hij wist met verschillende manoeuvres uit het ‘’Strategikon’’, het militaire handboek van keizer Mauricius, de Perzische generaal Rhazates te verslaan. Als gevolg daarvan kon Herakleios de nabijgelegen zomerresidentie van Khusro II innemen. De grootkoning kon ternauwernood vluchten, en verloor door deze afgang veel van zijn prestige. Delen van het leger kwamen in opstand, Khusro werd afgezet en zijn zoon Siroë kwam onder de naam Kavad II op de troon. Kavadh liet (eind februari 628) Khusro en achttien van zijn eigen broers terechtstellen, waarmee er aan de glorieuze, lange regering van de trotse Khusro II een roemloos einde kwam. Ook Kavadh stierf nog voor het eind van het jaar 628, terwijl het door de Byzantijnse en Turkse oorlogen verzwakte Perzische Rijk al in 651 gewelddadig ten onder ging door de opkomst van de islamitische Arabieren.